# Audi F103
O F103 é um automóvel alemão produzido pela Audi em 1965 com base no DKW F102, logo após a aquisição da Auto Union pela Volkswagen. A denominação F103 designa também os seus derivados, produzidos entre 1965 e 1972, que se constituíram nos primeiros veículos da nova fase da Audi.
O Audi F103 foi produzido com a carroceria de um DKW F102 e um motor de quatro tempos, recebendo posteriormente outras adaptações. O motor de quatro tempos inicialmente empregado já vinha sendo desenvolvido anteriormente à aquisição pela Volkswagen, quando a Auto Union estava sob controle acionário da Daimler-Benz.
O F102 sucedeu a família F94 e AU1000 e era equipado com motor de dois tempos. O mercado de automóveis dos anos 1960 conferiu a esse motor uma imagem de algo antigo e ultrapassado, condenando-o a vendas aquém do esperado. Mesmo assim, ele continuou ainda sendo comercializado, mesmo já sem a marca DKW, enquanto o desenvolvimento do F103 não estava concluído.
O corpo do F103 teve o cofre do motor alongado, para alojar um motor de quatro tempos, tipicamente maior que os motores de dois tempos com volume de cilindrada equivalente, e recebeu revisões estéticas em seu interior e em seu exterior. Desde o início, a Volkswagen tinha intenção de produzir sob a marca Audi automóveis luxuosos e de desempenho superior.
Logo surgiram, como seus derivados, os modelos comerciais Audi 72, Audi 80, Audi Super 90, Audi 60 e Audi 75, do final dos anos 1960 e início dos 70. O primeiro foi o próprio F103, inicialmente designado apenas como Audi e depois como Audi 72, em referência à potência de seu motor.
A denominação continuou dizendo respeito à potência do motor empregado. O Audi 72 foi produzido já em 1965, seguido do Audi 80, em 1966, ambos produzidos até 1969. Eles foram substituídos pelo Audi 75, produzido de 1969 a 1972. Também foram produzidos o Audi 60, de 1968 a 1972, e o Audi Super 90, de 1966 a 1972. Todos tiveram versões com duas e com quatro portas e, com exceção do Audi Super 90, também tiveram versões station wagon.